# Драган Вучић
Драган Вучић (Скопље, 6. септембар 1955 — Скопље, 4. мај 2020) био је македонски композитор, певач, бас-гитариста и новинар.

## Биографија
Рођен је у Скопљу 6. септембра 1955. године. Има сина Мартина, коме је компоновао је песму Make my day са којом је представљао Македонију на Песми Евровизије 2005. године. 
Осамдесетих година 20. века био је певач и бас гитариста поп-фолк бенда "Кода". Касније у каријери, од 1996. до 2020. године, почео је да гостује у разним емисијама у разним ТВ емисијама на многим ТВ каналима у Северној Македонији. 
Његове најпознатије песме су "Ника Ника" и "Одлазим (Ником није ноћас ко мени)". 
Саставио је бројне поп хитове попут "Свирете Ја Зајди Зајди", "Ангели ме носат", "Кажи звездо" и многе друге. Умро је 4. маја 2020. године на инфективној клиици у Скопљу, након што се у априлу заразио Ковидом-19.